# Фетва
Фе́тва (араб. فتوى) — богословсько-правовий висновок в ісламі, зроблений для роз'яснення і практичного застосування якогось припису шаріату чи тлумачення якогось казусу з позицій шаріату. Вчений, який дає відповіді на питання релігійно-правового характеру називається факіхом (муфтієм).
В першому столітті історії ісламу фетвами називались роз'яснення з приводу різних правових питань, зроблені сподвижниками Мухаммеда, особливо першими чотирма халіфами. Фетви приймались як додаткове джерело права всіма засновниками релігійно-правових шкіл.
Пізніше фетва — це позиція авторитетного факіха, що склалася в ході індивідуальної розробки (іджтихад) якоїсь проблеми, чи відповідь на запит з питання, що має принципове значення. Фетви були факторами, що формували узгоджену думку (іджма) і виявляли розбіжності, що призводило до консолідації факіхів у релігійно-правові школи. Фетви збирались у збірники, які слугували важливим допоміжним і навчальним матеріалом для наступних поколінь знавців законів.
У випадку виникнення проблем чи сумнівів, запит на фетву міг подаватися правителем, чиновником чи приватною особою в письмовому вигляді й у загальних висловах, тобто не могла бути спрямована щодо конкретної особи, а повинна була містити лише загальну суть. Авторитетний факіх повинен був дати фетву також лише у письмовому вигляді і в загальних висловах. На основі таких фетв вироблялися адміністративні рішення, підтверджувався дозвіл чи заборона якихось нововведень чи змін.
Фетва є ефективним інструментом контролю за діями світської влади з боку ісламських релігійних кіл.
Часто фетви є формою реакції мусульманських лідерів різних орієнтацій на події суспільно-політичного і культурного життя, що викликали резонанс в ісламському світі (наприклад — фетва аятоли Хомейні від 1989 р. стосовно письменника Салмана Рушді, автора «Сатанинських віршів»).